# Mao Inoue
Mao Inoue (井上真央Inoue Mao?, Nascida em 9 de janeiro de 1987, em Yokohama) é uma atriz japonesa. Ela era um idolo popular "U-15" partir de 1999, ela era conhecida por seu papel como Imai Akane no drama War Kids. Desde os cinco anos de idade ela teve várias peças em dramas, mas não foi na estréia do War Kids em 1999 que o público japonês tomou conhecimento da Inoue. Em 2005, ela foi escolhida como a estrela de Hana Yori Dango pela TBS.Inoue protagonizou Makino Tsukushi na adaptação live-action do mangá e anime, uma menina de clasee media-baixa que está tentando sobreviver despercebida em uma escola da alta elite cheia de playboys e ricos esnobes. A continuação do drama de 2005, Hana Yori Dango 2, foi exibida na temporada de inverno 2007.
Aos 19 anos, Inoue foi inscrita na Meiji University, estudando teatro e literatura. Em 2006 ela co-estrelou o filme de Check It Out, Yo! com Ichihara Hayato, Hiraoka Yuta, e Emoto Tasuku. O filme esteve nos cinemas no dia 22 de abril de 2006. Inoue também co-estrelou o drama de verão 2007 First Kiss "Check It Out, Yo!" co-estrela Hiraoka.
Após o sucesso dos 2 drama Hana Yori Dango, um filme foi anunciado em agosto de 2007, poucos meses após o fim da seqüência de 2007. Ele será o primeiro papel de Inoue estrelando um filme, que é para ser chamado Hana Yori Dango Final. Hana Yori Dango final foi um filme de sucesso.
Em março de 2009, Inoue formou-se na Meiji University.

## Trabalhos

### TV Dramas
- [1992] Gakkō ga Abunai!
- [1992] Itsumitemo Haran Banjō
- [1992] Tsubusareta Kao! Zankoku na Shashin
- [1993] Kokoro no Tabi Series
- [1994] Kagishi
- [1994] Mayonaka no Jōkyaku
- [1994] Ninja Sentai Kakuranger
- [1995] Tōryanse
- [1995] Kura
- [1996] Genki o Ageru
- [1996] Asahi ni Wakare no Seppun o
- [1997] Abarenbō Shōgun VII
- [1997] Mito Kōmon 25th Series
- [1997] Terakoya Yume Shinan
- [1997] Kin no Tamago#3
- [1997] Shin Hanshichi Torimonochō
- [1997] Gourmet Mystery Onna Shutchō Ryōrinin ga Iku!
- [1998] Hi no Ryōsen
- [1998] Tōyama no Kinsan vs Onna Nezumi
- [1999] Kai
- [1999] Kids War ~Zaken na yo~
- [2000] Kids War 2 ~Zaken na yo~
- [2000] 2000 FNS 1 Oku 2700 Mannin no 27 Jikan Television Yume Rettō ~Kazoku-ai Love You~ Special Drama
- [2001] Kids War 3 ~Zaken na yo~
- [2002] Kids War Special ~Zaken na yo~
- [2002] Kids War 4 ~Zaken na yo~
- [2002] Kids War Special ~Ai Koso Subete da! Zaken na yo~
- [2003] Kids War 5 ~Zaken na yo~
- [2003] Kids War Special ~Kore de Final! Zaken na yo~
- [2004] Home Drama
- [2005] Kyūmei Byōtō 24 Ji
- [2005] Hana Yori Dango
- [2005] Hotaru no Haka
- [2007] Hana Yori Dango 2
- [2007] Ōsama no Shinzō
- [2007] First Kiss
- [2007] Hanaikusa
- [2008] Anmitsu Hime
- [2009] Anmitsu Hime 2
- [2009] Tengoku de Kimi ni Aetara
- [2009] Karei naru Spy (Ep.1)
- [2009] Kinkyu Special Kyumei Byoto 24-ji ~Kyumei Kusushi: Kojima Kaede (Ep.3)
- [2011] Ohisama

### Stage
- Higuchi Ichiyō

### Filmes
- [2006] Check It Out, Yo!
- [2007] Gegege no Kitaro
- [2007] Kaidan
- [2008] Hana Yori Dango Final
- [2009] Boku no hatsukoi wo kimi ni sasagu

### Comerciais
- Sega
- Fujikko
- Toshiba
- Nihon Unisys
- Mitsui Fudōsan Hanbai
- Kaori
- Meiji Chocolates
- Meiji Candies
- Happy Bank
- BB drink

### Photobooks
- [2002.10.xx] Jūgo no Natsu ni
- [2007.03.16] Mao Inoue 2007

### DVD/VHS
- [2002.10] Jūgo no Natsu ni